# Mychajlo Romančuk
Mychajlo Michajlovyč Romančuk (in ucraino Михайло Михайлович Романчук?; Rivne, 7 agosto 1996) è un nuotatore ucraino.

## Biografia
È sposato con la lunghista Maryna Bech.

## Palmarès
| Anno | Manifestazione            | Sede       | Evento    | Risultato | Prestazione | Note                     |
| ---- | ------------------------- | ---------- | --------- | --------- | ----------- | ------------------------ |
| 2014 | Giochi olimpici giovanili | Nanchino   | 400 m sl  | Oro       | 3'49"76     |                          |
| 2014 | Giochi olimpici giovanili | Nanchino   | 800 m sl  | Argento   | 7'56"34     |                          |
| 2014 | Europei giovanili         | Dordrecht  | 400 m sl  | Bronzo    | 3'52"19     |                          |
| 2014 | Europei giovanili         | Dordrecht  | 800 m sl  | Oro       | 7'54"81     |                          |
| 2014 | Europei giovanili         | Dordrecht  | 1500 m sl | Argento   | 15'07"24    |                          |
| 2016 | Europei                   | Londra     | 800 m sl  | Bronzo    | 7'47"99     |                          |
| 2016 | Europei                   | Londra     | 1500 m sl | Bronzo    | 14'50"33    |                          |
| 2017 | Mondiali                  | Budapest   | 1500 m sl | Argento   | 14'37"14    | Record nazionale         |
| 2017 | Universiadi               | Taipei     | 400 m sl  | Oro       | 3'45"96     | Record delle Universiadi |
| 2017 | Universiadi               | Taipei     | 800 m sl  | Argento   | 7'46"28     |                          |
| 2017 | Universiadi               | Taipei     | 1500 m sl | Argento   | 14'57"51    |                          |
| 2017 | Europei in vasca corta    | Copenaghen | 1500 m sl | Oro       | 14'14"59    |                          |
| 2018 | Europei                   | Glasgow    | 400 m sl  | Oro       | 3'45"18     |                          |
| 2018 | Europei                   | Glasgow    | 800 m sl  | Oro       | 7'42"96     |                          |
| 2018 | Europei                   | Glasgow    | 1500 m sl | Argento   | 14'36"88    |                          |
| 2018 | Mondiali in vasca corta   | Hangzhou   | 1500 m sl | Oro       | 14'09"14    | Record dei campionati    |
| 2019 | Mondiali                  | Gwangju    | 1500 m sl | Argento   | 14'37"63    |                          |
| 2021 | Europei                   | Budapest   | 800 m sl  | Oro       | 7'42"61     |                          |
| 2021 | Europei                   | Budapest   | 1500 m sl | Oro       | 14'39"89    |                          |
| 2021 | Giochi olimpici           | Tokyo      | 800 m sl  | Bronzo    | 7'42"33     |                          |
| 2021 | Giochi olimpici           | Tokyo      | 1500 m sl | Argento   | 14'40"66    |                          |
| 2021 | Mondiali in vasca corta   | Abu Dhabi  | 1500 m sl | Bronzo    | 14'11"47    |                          |
| 2022 | Mondiali                  | Budapest   | 800 m sl  | Bronzo    | 7'40"1      |                          |
| 2022 | Mondiali                  | Budapest   | 5 km      | Bronzo    | 53'13"9     |                          |
| 2022 | Europei                   | Roma       | 1500 m sl | Oro       | 14'36"10    |                          |
| 2023 | Europei in vasca corta    | Otopeni    | 800 m sl  | Bronzo    | 7'31"20     |                          |
| 2023 | Europei in vasca corta    | Otopeni    | 1500 m sl | Bronzo    | 14'22"18    |                          |
| 2024 | Europei                   | Belgrado   | 800 m sl  | Oro       | 7'46"20     |                          |
| 2024 | Europei                   | Belgrado   | 1500 m sl | Argento   | 15'00"99    |                          |

## International Swimming League
| Stagione 2019   | stagione 2020   |
| --------------- | --------------- |
| Energy Standard | Aqua Centurions |